# Renault R31
O Renault R31 foi o modelo de carro de corrida projetado pela equipe Lotus Renault GP para o Campeonato Mundial de Fórmula 1 de 2011 e pilotado por Robert Kubica, Vitaly Petrov, Nick Heidfeld e Bruno Senna.

## Design
O seu design gráfico, teve como inspiração, os carros da equipe Team Lotus nos anos 1980, que na época era patrocinados pela marca de cigarro John Player Special. Por esse motivo, os dirigentes do Grande Prêmio do Canadá alegaram que a equipe estaria realizando uma apologia ao cigarro com as cores utilizadas no seu carro e estariam, dessa forma, violando leis antitabagismo no Canadá. Todavia a queixa teria sido ignorada, e como resposta o dirigente da equipe teria alegado que "outra equipe" famosa, continuara competindo ainda com cores que lembravam outra marca de cigarro, após a proibição de patrocínios por marcas de cigarros em 2006.

## Desempenho
Nos testes da pré-temporada, Kubica chegou a marcar o melhor tempo da primeira sessão, realizada em Valência.